# 希爾和代爾 (佛羅里達州)
希爾和代爾（英語：Hill 'n Dale）是位於美國佛羅里達州赫爾南多縣的一個人口普查指定地區。

## 地理
希爾和代爾的座標為28°31′26″N 82°17′38″W / 28.52389°N 82.29389°W，而該地最高點為海拔高度33米（即108英尺）。

## 人口
根據2010年美國人口普查的數據，希爾和代爾的面積為5.70平方千米，當中陸地面積為5.70平方千米，而水域面積為0.00平方千米。當地共有人口1934人，而人口密度為每平方千米339人。